# Плейт (река)
Плейт (на английски: Platte River) е река в централната част на САЩ, в щата Небраска, десен приток на Мисури. Дължината ѝ е 510 km (с лявата съставяща я река Норд Плейт – 1662 km), а площта на водосборния басейн – 241 000 km².
Река Плейт се образува на 846 m н.в. в централната част на щата Небраска, на 5 km източно от град Норд Плейт, от сливането на двете съставящи я реки Норд Плейт (лява съставяща) и Саут Плейт (дясна съставяща). Двете съставящи я реки водят началото си от западните склонове на Предния хребет (съставна част на Скалистите планини) в щата Колорадо. Първата заобикаля от север Предния хребет в щата Уайоминг, а втората – от юг в щата Колорадо. По цялото си протежение река Плейт тече в източна посока през Големите равнини в широка и плитка долина с бавно и спокойно течение. Влива се отдясно в река Мисури на 290 m н.в., югоизточно от град Омаха, в най-източната част на щата Небраска.
На северозапад, север и юг водосборният басейн на река Плейт граничи с водосборните басейни на реките Йелоустоун, Шайен, Ниобрара и Канзас, десни притоци на Мисури, на югозапад – с водосборния басейн на река Арканзас, десен приток на Мисисипи, а на запад – с водосборния басейн на река Колорадо, вливаща се в Тихия океан. Основните ѝ притоци са: леви – Норд Плейт (1152 km), Елкхорн (470 km); десни – Саут Плейт (707 km).
Река Плейт има ясно изразено пролетно пълноводие в резултат от топенето на снеговете в Скалистите планини и лятно маловодие, с епизодични, но разрушителни летни прииждания в резултат от поройни дъждове в басейна ѝ. Средният годишен отток при град Луисвил (на 16 km от устието ѝ) е 199,3 m³/s, минималният – 3,7 m³/s, максималният – 4500 m³/s.
Голяма част от водите ѝ през лятото се отклоняват за напояване. По течението на лявата съставяща я река Норд Плейт са изградени 4 големи язовира: „Семино“, „Патфайндър“, „Глендо“ (в щата Уайоминг) и „Макконахи“ (в Небраска), като в основата на преградните им стени действат мощни ВЕЦ. По течението на Плейт са разположени градовете: Лексингтън, Карни, Гранд Айлънд, Сентрал Сити, Кълъмбъс, Фримонт.